# Robert Thurnbull
Robert Thurnbull, født 25. januar 1876 i Skotland, var en skotsk golfpro i Københavns Golf Klub fra 1902 til 1918. Han designet de første ni huller i Falsterbo 1911.